# Mark Kirchner

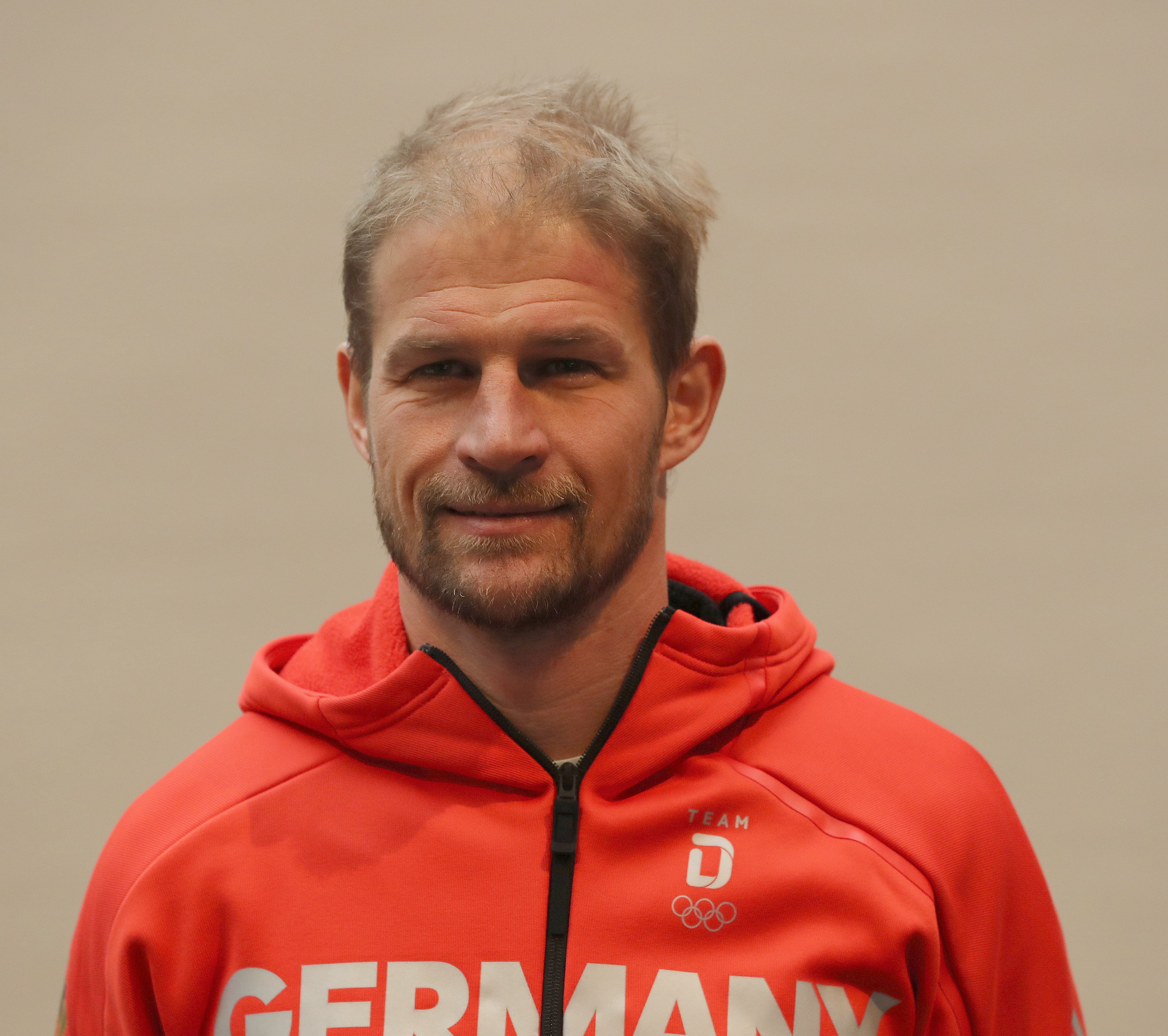
Mark Kirchner, 2018

Mark Kirchner (Neuhaus am Rennweg, 4 aprile 1970) è un allenatore di biathlon ed ex sciatore nordico tedesco attivo sia nello sci di fondo sia nel biathlon, specialità nella quale ha colto i maggiori successi. Agli inizi della carriera, prima della riunificazione tedesca (1990), ha gareggiato per la nazionale tedesca orientale.

## Biografia

### Carriera nel biathlon
Ha iniziato a praticare biathlon a livello agonistico nel 1982; in Coppa del Mondo ha conquistato il primo podio nel 1990 nella sprint di Walchsee (3°) e la prima vittoria nel 1991 nell'individuale di Oberhof. Ha chiuso per due volte al secondo posto in classifica generale, nel 1990-1991 e nel 1992-1993.
Tra i biatleti più premiati alle Olimpiadi, ha vinto anche una medaglia in ognuna delle specialità previste durante le sue partecipazioni. Ad Albertville 1992, ventunenne, è arrivato 1º nella sprint e nella staffetta e 2° nell'individuale, dove è stato battuto per sei secondi da Jaŭhen Rėdz'kin a causa dei tre errori al poligono di tiro commessi, a fronte degli zero del vincitore. Due anni dopo, a Lillehammer 1994, è riuscito a riconfermarsi solo nella staffetta: la squadra tedesca, composta anche da Ricco Groß, Frank Luck e Sven Fischer, distaccò quella russa di oltre un minuto.

### Carriera nello sci di fondo
Lasciato il biathlon nel 1998, passò allo sci di fondo per un anno, senza eguagliare i risultati conseguiti nella prima parte della sua carriera: in Coppa del Mondo vanta come miglior risultato individuale il 31º posto ottenuto nella 10 km a tecnica libera di Seefeld in Tirol del 14 febbraio 1999.
Ai Mondiali di Ramsau am Dachstein dello stesso anno, tuttavia, sfiorò la medaglia con la staffetta tedesca, chiudendo al 4º posto; nella gara individuale dei 30 km a tecnica libera chiuse 48°. Sempre nella stessa stagione vinse il bronzo ai Campionati tedeschi nella 30 km.

### Carriera da allenatore
Terminata la sua carriera da atleta Kirchner è divenuto allenatore di biathlon per la Federazione sciistica della Germania: ha diretto per due anni la squadra maschile B e ha poi affiancato l'allenatore capo, Frank Ullrich, occupandosi in particolare del settore juniores nella zona di Oberhof.

### Altre attività
Dopo il ritiro dalle gare ha lavorato anche come commentatore sportivo per la rete televisiva tedesca ARD.

## Palmarès

### Biathlon

#### Olimpiadi
- 4 medaglie:
  - 3 ori (sprint[4], staffetta ad Albertville 1992; staffetta[4] a Lillehammer 1994)
  - 1 argento (individuale[4] ad Albertville 1992)

#### Mondiali
- 10 medaglie:
  - 7 ori (sprint[4], gara a squadre a Kontiolahti/Oslo 1990; individuale[4], sprint[4], staffetta a Lahti 1991; sprint[4] a Borovec 1993; staffetta[4] ad Anterselva 1995)
  - 1 argenti (gara a squadre[4] a Osrblie 1997)
  - 2 bronzi (staffetta a Kontiolahti/Oslo 1990; staffetta[4] a Borovec 1993)

#### Coppa del Mondo
- Miglior piazzamento in classifica generale: 2º nel 1991 e nel 1993
- 7 podi (individuali, a squadre[5]), oltre a quelli conquistati in sede olimpica e iridata e validi anche ai fini della Coppa del Mondo:
  - 5 vittorie (3 individuali, 2 a squadre)
  - 1 secondo posto (individuale)
  - 1 terzo posto (individuale)

##### Coppa del Mondo - vittorie
| Data             | Località          | Nazione  | Specialità                                        |
| ---------------- | ----------------- | -------- | ------------------------------------------------- |
| 1991             | Oberhof           | Germania | IN                                                |
| 19 dicembre 1992 | Pokljuka          | Slovenia | SP                                                |
| 15 dicembre 1996 | Oslo Holmenkollen | Norvegia | RL (con Ricco Groß, Peter Sendel e Frank Luck)    |
| 19 gennaio 1997  | Anterselva        | Italia   | RL (con Ricco Groß, Carsten Heymann e Frank Luck) |
| 6 marzo 1997     | Nagano            | Giappone | IN                                                |

Legenda:

IN = individuale

SP = sprint

RL = staffetta

### Sci di fondo

#### Campionati tedeschi
- 1 medaglia:
  - 1 bronzo (30 km nel 1999)